# ライオン (巡洋戦艦)
| 竣工当時の「ライオン」 |                                                                      |
| 艦歴                   |                                                                      |
| 発注                   |                                                                      |
| 起工                   | 1909年11月25日                                                       |
| 進水                   | 1910年8月6日                                                         |
| 就役                   | 1912年6月4日                                                         |
| 退役                   | 1922年5月30日                                                        |
| その後                 | スクラップとして売却                                                 |
| 除籍                   | 1924年                                                               |
| 性能諸元               |                                                                      |
| 排水量                 | 基準 26,250トン、満載 29,680トン                                     |
| 全長                   | 700 ft (213 m)                                                       |
| 全幅                   | 88.6 ft (27 m)                                                       |
| 吃水                   | 27.5 ft (8.4 m)                                                      |
| 機関                   | パーソンズ式蒸気タービン、出力70,000馬力、4軸推進                    |
| 最大速                 | 27.5ノット (51 km/h)                                                 |
| 航続距離               | 5,610カイリ (10,390 km) （10ノット時）                               |
| 乗員                   | 997-1,267名                                                          |
| 兵装                   | 45口径34.3cm連装砲4基 50口径10.2cm単装砲16基 53.3cm水中魚雷発射管2門 |

ライオン (HMS Lion) はイギリス海軍の巡洋戦艦。ライオン級。

## 艦歴
1909年11月25日起工。1910年8月6日進水。1912年6月4日就役。

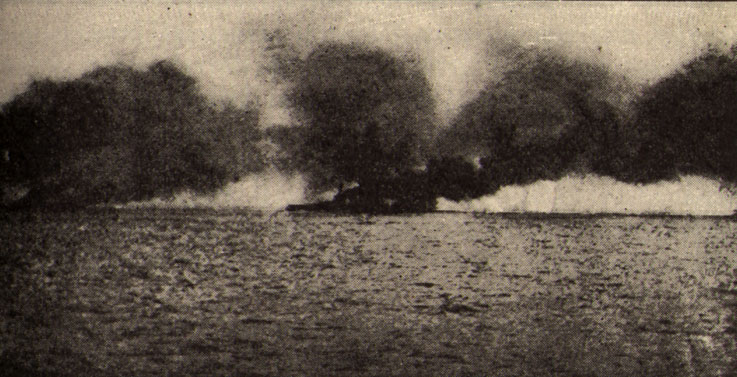
ユトランド沖海戦でドイツ巡洋戦艦の砲弾を受けて炎上する巡洋戦艦ライオン

第一次世界大戦でライオンは1914年8月28日のヘルゴラント・バイト海戦、1915年1月24日のドッガー・バンク海戦、1916年5月31日のユトランド沖海戦に参加した。 
デヴィッド・ビーティー提督の旗艦として参加したドッガー・バンク海戦では、ライオンはドイツ巡洋戦艦ザイドリッツに命中弾を与えた。だが、ライオンも巡洋戦艦デアフリンガーからの攻撃で被弾し、落伍した。
ユトランド沖海戦ではドイツ巡洋戦艦リュッツオウの12インチ砲弾がライオンのQ砲塔に命中した。だが、砲塔の指揮官フランシス・ハーヴェイが弾薬庫の扉を閉めることと弾薬庫への注水を命じたため、誘爆は避けられた。
修理後は1917年の第二次ヘルゴラント・バイト海戦に参加した以外、北海に係留されたまま終戦を迎え、1922年に退役。記念艦として保存を訴える声も上がったものの、ワシントン海軍軍縮条約の規定により1924年に売却され、解体された。